# Odosha
Odosha – u Indian Makiratarów bóg zła mieszkający w Koiohina i walczący z dobrem.